# Концепція 3R
Концепція 3R (англ. reduction, refinement and replacement) — скорочення, удосконалення та заміни по відношенню до експериментування на лабораторних тваринах була вперше запропонована Расселом і Берчем (Russel & Burch) в їх трактаті під назвою «Принципи гуманної методики експерименту», опублікованому в 1959 р.
Нині принцип 3R є загальноприйнятим світовим стандартом, що дозволив отримати новий науковий досвід в галузі створення альтернатив і значною мірою скоротити кількість використовуваних лабораторних тварин.

## Основні положення
Концепцію 3R слід трактувати таким чином:
1) Refinment — удосконалення, тобто гуманізація при підготовці та проведенні експерименту (у широкому сенсі з моменту народження і до моменту смерті тварини) за рахунок використання знеболюючих і нетравматичних методів.
Гарним прикладом важливості використання нетравматичних методів можуть послужити дослідження, проведені Деймоном та ін. в 1998 р. Вони встановили, що у щурів, вилучених з своїх повсякденних кліток і підданих експерименту в незнайомій для них метаболічній клітці, токсична доза становила не більше 3-8 мг/кг, у той час як у тварин, які звикли до проживання в метаболічній клітці, або як альтернатива, протестованих в їх повсякденних житлових клітках, токсична доза уранової руди коливалася в межах 220—650 мг/кг.
У питанні удосконалення значуще місце також ймають умови утримання тварин в віваріумі. Одна з передумов науки, що використовує в своїх цілях тварин, полягає в тому, що тварини — нормальні. Вирощування тварин в неприродному для них середовищі викликає ряд відхилень у їх природній поведінці, появу стереотипів, а також негативно позначається на здоров'ї. Енцефалограма цуценят, які живуть в збагаченій обстановці, значно відрізняється від показників тих, що містяться в більш вільних клітках, Враховуючи той факт, що в природному середовищі існування організм тварини розвивається під впливом складного сплетення факторів, можна без сумніву зробити висновок, що мозок тварини, що виросла у відносно вільному лабораторному приміщенні, не є нормальним, і це проявляється, по-перше, у високій імовірності аномалій поведінки, а по-друге, в недостатній складності структури мозку. Таким чином, збагачення стандартної лабораторної обстановки здатне знизити частотність прояву стереотипів у поведінці тварин. У дослідженнях Врубеля, в клітці з мишами була встановлена картонна труба, що дозволило істотно скоротити випадки стереотипічного гризіння серед мишей. Далі, дослідження біології піщанки показали, що стереотипічне риття, яке дуже поширене серед особин, які утримуються в неволі, можна зменшити шляхом приєднання до гніздової коробки входу у вигляді труби, що імітує довжину природної нори тварини.
2) Reduction — скорочення кількості використовуваних тварин без компромісу з науковим результатом і якістю біомедичного дослідження і тестування, а також без компромісу з благополуччям тварин.
Рассел і Берч запропонували три основні шляхи зменшення використання тварин:
а) удосконалення дослідницької стратегії;
б) удосконалення контролю варіації;
в) удосконалення статистичного аналізу.
3) Replacement — заміна високоорганізованих тварин низькоорганізованими або використання альтернативних методів. Найбільшого поширення нині отримали культуральні методи — використання культур клітин як альтернатива організму тварини. Їх перевага полягає в тому, що вони виявляють токсичність випробовуваних препаратів на більш глибокому — клітинному рівні. Вважається, що методи культур клітин або тканин органів «in vitro» — під склом, в порівнянні з методами «in vivo» — на живому, більш дешеві і демонстративні.
Серед методів заміни прийнято розрізняти такі:
а) відносні або абсолютні;
б) прямі або непрямі;
в) повні або часткові.
Відносна заміна включає гуманне вбивство хребетної тварини з метою забезпечення клітинами, тканинами і/або органами для in vitro досліджень. Абсолютна заміна виключає використання тварин в цілому, наприклад за допомогою задіяння культур клітин і тканин людини і безхребетних. Приклад прямої заміни включає використання шкіри морської свинки in vitro з метою забезпечення інформацією, яку можливо отримати з тестів на шкірі живих тварин. Непряма заміна — це, наприклад, коли тест пірогенного препарату на кроликах для мікробного зараження біологічних рідин замінюється LAL (скорочено від «англ. Limulus amoebocyte lysate»: Limulus — назва краба по латині, англ. amoebocyte lysate — лізат клітин крові краба) тестом або тестом, заснованим на цільній крові людини. Повної заміни можна досягти шляхом відмови від проведення експерименту через нестачу обґрунтування або достовірності методу. Часткова заміна, на противагу, включає методи вільні від тварин як попередніх результатів у стратегіях тестування токсичності.
У багатьох країнах, включаючи держави-члени ЄС, вчені зобов'язані законодавством давати звіт, що вони цілком розглянули можливе використання альтернатив заміни тварин при заповненні заявки на ліцензію проекту. Ця вимога рекомендована Директивою ЄС 86/609/ЄСС та Конвенцією Ради Європи з захисту хребетних тварин, використовуваних для експериментальних та інших наукових цілей (1986). Стаття 25 Конвенції Ради Європи свідчить, що: «Експеримент не повинен бути проведений, якщо інший науково задовольняючий метод отримання шуканого результату, що не потребує використання тварини, практично доступний».
У Великій Британії вищезазначене положення викладено в «Акті про тварин» (Animals (англ. Scientific Procedures) Act, 1986) відносно захищених видів (тобто до всіх існуючих хребетних, за винятком людей, Octopus vulgaris, ембріональних та дорослих форм хребетних на певних стадіях розвитку). Законодавство виконується «Головним офісом інспекції» (англ. Home Office Inspectorate) і ліцензійною процедурою з індивідуальними інспекторами, які відвідують організації (в тому числі ВНЗ), схвалені для проведення тваринних експериментів.
В цілому загальні етичні вимоги до використання хребетних тварин в біологічних і медичних експериментах формулюються таким чином:
1. Експерименти на тваринах допустимі тільки в тих випадках, якщо вони спрямовані на отримання нових наукових знань, поліпшення здоров'я людини і тварин, збереження живої природи, є вкрай необхідними для якісного навчання та підготовки фахівців, проведення тестування, судово-медичної та криміналістичної експертизи, що не становлять загрози здоров'ю людини.
2. Експерименти на тваринах виправдані тоді, коли є достатні підстави сподіватися на отримання таких результатів, які будуть істотно сприяти досягненню хоча б однієї з перерахованих вище цілей. Неприпустимо використовувати тварин в експерименті, якщо ці цілі можуть бути досягнуті іншим шляхом.
3. Слід уникати буквального дублювання вже проведених досліджень на тваринах, якщо воно не диктується необхідністю експериментальної перевірки результатів.
4. Вибір тварин, їх кількість, методика дослідження повинні бути ретельно обґрунтовані до початку експериментів і отримати схвалення уповноваженої особи або органу біоетичної експертизи.
5. Тварини для експериментів повинні надходити із сертифікованого розплідника. Використання бродячих тварин суперечить принципам біоетики.
6. При проведенні дослідів на тваринах слід проявляти гуманність, уникати дистресу, болю, не завдавати тривалого збитку їх здоров'ю і полегшувати страждання. Необхідно прагнути до максимального скорочення кількості тварин і там, де можливо, використовувати альтернативні методи, які не потребують участі тварин.
7. Досліди на тваринах повинен проводить кваліфікований дослідник, який знайомий з правилами біоетики і дотримується їх. Використання тварин у навчальному процесі проводиться під наглядом фахівця-викладача.
8. Лабораторії, наукові та навчальні заклади, організації, в яких проводяться досліди на тваринах, підлягають атестації повноважними органами. Зокрема, перевіряється відповідність стандартам «належної лабораторної практики» (GLP), що є міжнародною вимогою до розробки лікарських засобів.

## Втілення концепції 3R в Україні
В Україні в 2006 р. був прийнятий Закон України «Про захист тварин від жорстокого поводження», в якому ідеї даної концепції отримали юридичне втілення.
Як приклади місцевих комітетів у вишах України, що займаються проблемами використання тварин у процесі навчання, можна навести Харківський Державний медичний університет, Київський Національний університет ім. Т. Г. Шевченка і Харківський Національний університет ім. В. Н. Каразіна. Хоча, з правової точки зору, комітетною, проведену ними роботу назвати не можна через відсутність нормативно-правових актів у законодавчій базі України, вони все ж ведуть автономну роботу по введенню гуманних принципів і правил у вищу освіту. Важливою у роботі подібних комітетів є підтримка з боку міжнародних правозахисних організацій. Так, у 2003 році «Міжнародною асоціацією проти хворобливих експериментів на тваринах» (IAAPEA) ХНУ ім. Г. С. Сковороди був виділений грант на придбання комп'ютера з мультимедіа-альтернативами і створення Інтернет-центру, а також грант на підготовку бази для навчання майбутніх фахівців з біоетики. Виховання педагогів вищого рівня, а також Інтернет-центр, на думку Асоціації, дозволить зменшувати кількість тварин, що використовуються в біології в школах і вузах міста на 10000 на рік.

## Концепція 3R у виробництві
Сучасна концепція поводження з відходами виробництва та споживання в розвинених країнах складається з «трьох R» (3R): англ. reduce (скорочення), англ. reuse (повторне використання), англ. recycling (рециклінг, або повернення у виробничий цикл корисних фракцій у формі вторсировини). Відповідно до концепції 3R спочатку необхідно прагнути до скорочення обсягу відходів, при їх утворенні — задіяти у повторному використанні; при неможливості повторного використання — піддати відходи сортуванню і переробити корисну фракцію у вторинну сировину.
Ключові види відходів, на які спрямована концепція 3R, — це:
- відходи паперу і картону (макулатура);
- відходи скла (склобій);
- відходи виробництва і споживання полімерної продукції;
- відходи споживання металів (металобрухт);
- використані шини.

Принцип 3R доповнюється різними підходами щодо утилізації відходів, які з якихось причин неможливо повернути рециклінгом у виробничий цикл. До таких відходів відносяться фракції макулатури, склобою, полімерів, металів, шин, які економічно недоцільно піддавати рециклінгу; а також органічні відходи (сільськогосподарські, харчові відходи), інертні включення, змішані відходи та інш.
Під утилізацією прийнято розуміти відмінні від традиційного поховання методи поводження з відходами, в результаті яких утворюється принципово нова продукція.
На нинішній день можна виділити наступні групи технологій утилізації відходів:
- термічні технології, що передбачають вплив на відходи високих температур: спалювання, піроліз, газифікація, плазмова газифікація при підвищених температурах. Головним продуктом даних процесів є синтез-газ, використовуваний для електрогенерації і в хімічній промисловості. Технології цієї групи часто ототожнюють з технологіями перетворення відходів у енергію (англ. waste-to-energy, WtE);
- механіко-біологічні методи, при яких здійснюється попереднє відділення органічної та неорганічної фракцій. Органічна фракція переробляється компостуванням з отриманням компосту для сільського господарства; неорганічна фракція пресується в паливо з відходів (англ. Refuse derived fuel) або її використовують як наповнювач при випуску будівельних матеріалів.

Найбільш сучасні підходи до повноцінної утилізації відходів об'єднують як механіко-біологічні, так і термічні технології утилізації. Даний підхід в максимальному ступені мінімізує обсяг відходів, які залишаються після утилізації — обсяг «хвостів». Хвости підлягають захороненню на полігонах або застосовуються у виробництві різних видів продукції з відходів. Однак навіть на полігонах із звалищної маси можливо отримувати, так званий, газ з відходів (газ звалища, англ. landfill gas), використовуваний для електрогенерації.

## Ресурси Інтернету
- Альтернативы. Концепция «3R»  [Архівовано 2 лютого 2014 у Wayback Machine.]